# スタンドバイミーII 〜気まぐれ天使〜
『スタンドバイミーII ～気まぐれ天使～』（スタンドバイミーII ～きまぐれてんし～）は、1988年12月2日から同年12月23日にかけて、TBS系列で毎週金曜日の21:00 - 21:54（JST）に放送されたテレビドラマである。

## 概要
『親子ウォーズ』でヒロイン役（古場敦子）を演じた、安田成美の主演作。安田は同ドラマで共演した伊東四朗と再び共演している。

## ストーリー
主人公（安田成美）の親が残した子ども宿泊所をマンションに建て替えて一攫千金を狙う主人公の所へ身元不明（住所不定）の女子中学生（高橋かおり）が現れた。その女子中学生の両親は行方不明で、主人公のもとを訪ねた。この件をきっかけに、主人公やその関係者と女子中学生との間で繰り広げられるドタバタ劇が始まった。

## 出演
- 安田成美
- 伊東四朗
- 高橋かおり
- 嶋大輔
- 黒川恭佑
- 城之内ミサ

## スタッフ
- 脚本 - 横田与志
- 音楽 - 城之内ミサ
- プロデューサー - 柳井満
- 演出 - 清弘誠
- スタジオ：緑山スタジオ・シティ
- 制作著作：TBS

## 主題歌
- 「舞い降りた天使」城之内ミサ（MOON RECORDS）
  - 作詞・作曲・歌:城之内ミサ／編曲:重実徹

## 放送リスト
| 各話  | 放送日         | 備考 |
| ----- | -------------- | ---- |
| 第1話 | 1988年12月02日 |      |
| 第2話 | 1988年12月09日 |      |
| 第3話 | 1988年12月16日 |      |
| 第4話 | 1988年12月23日 |      |

## エピソード
このドラマに出演した安田と伊東はテレビ雑誌のインタビューで下記のコメントを語っている（※ともに原文ママ）。なお、伊東は事実上の前作となった『スタンドバイミー ～気まぐれ白書～』にも出演している。
- 安田成美 - 「お嬢様イメージが崩れるのはまずいかな。でも、それが楽しみでもあるんです。」
- 伊東四朗 - （『親子ウォーズ』で共演した安田に対し、）「今が一番、働け働け。（中略）将来が楽しみですね。」